# Joo Hyun-wook
Dans ce nom coréen, le nom de famille, Joo, précède le nom personnel.
Joo Hyun-wook, né le 17 avril 1986, est un coureur cycliste sud-coréen.

## Palmarès sur route

### Par années
- 2004
  -  Médaillé d'or du contre-la-montre aux Jeux d'Asie juniors
- 2005
  -  Champion d'Asie sur route
- 2006
  - 2e du Grand Prix de Châteaudun
- 2007
  - Tour du Canton de Wittenheim
  - 2e du championnat de Corée du Sud du contre-la-montre
  - 2e de la Côte picarde
  - 3e du Tour du Charolais
- 2008
  - 2e du championnat de Corée du Sud du contre-la-montre

### Classements mondiaux
| Année           | 2005 | 2006 | 2007 |
| --------------- | ---- | ---- | ---- |
| UCI Asia Tour   | 157e | 14e  | 219e |
| UCI Europe Tour |      |      | 522e |

## Palmarès sur piste

### Championnats d'Asie
- Ludhiana 2005
  -  Médaillé de bronze de la poursuite